# Дожить до рассвета (повесть)
«Дожи́ть до рассве́та» (бел. Дажыць да світання) — повесть белорусского писателя Василя Быкова, созданная в 1972 году. В 1974 году за повести «Обелиск» и «Дожить до рассвета» Быков был удостоен Государственной премии СССР.
Первоначально Быков написал повесть на белорусском языке, а затем сам перевёл её на русский.

## Сюжет
Действие повести происходит во время Великой Отечественной войны, в конце ноября 1941 года.
Главным героем повести является советский лейтенант Игорь Ивановский. К основным персонажам можно отнести и бойцов его диверсионной группы, с которыми он переходит за линию фронта — на советскую территорию, оккупированную немецко-фашистскими захватчиками. Это старшина Дюбин, сапёр Судник, рядовой боец Пивоваров и их боевые товарищи.
Они, а вовсе не штабные офицеры — настоящие герои войны. И хотя лейтенанту Ивановскому не удаётся выполнить, по сути, добровольно взятое на себя задание взорвать немецкую базу боеприпасов, он делает всё для победы. Наверное, миссия Ивановского была невыполнима. Но он сделал всё, что мог. Он дожил до рассвета и под конец миссии, тяжелораненый, подрывает себя гранатой, уничтожив при этом врага.

## Издания
- Быков В. В. Дожить до рассвета. Обелиск. — Повести. — М.: Советский писатель, 1976. — 224 с.
- Василь Быков. Собрание сочинений в четырёх томах. — Т. 2. — М.: Молодая гвардия, 1985.

## Экранизации
- 1975 год — фильм «Дожить до рассвета». Сценаристы — Василь Быков, Виктор Соколов. Режиссёры: Виктор Соколов, Михаил Ершов.
- 2015 год — российский фильм «Лейтенант».